# Fricandó
El término fricandó o, en francés, fricandeau, se puede referir a varios estofados a base de carne de vacuno. No se debe confundir con el fricasé, guiso similar pero la carne de ternera se sustituye por aves de corral. 

## Etimología
«Fricandó» es un galicismo de fricandeau, que a su vez, posiblemente provenga del occitano frica, que a su vez surge del latín frigere, 'freír', ya que la carne enharinada se fríe en manteca, aceite de oliva o una mezcla de ambos.

## Historia
Originalmente, fricandeau se refería a un corte grueso de la ternera tachonado con tocino. El mismo estofado que se prepara con esta carne pasó a denominarse también fricandeau, que es un tipo de estofado o ragú (guiso de carne).
De hecho, en Occitania existe un plato que, con el nombre afrancesado, se dice fricandeau, pero este es muy diferente: En Occitania lo que se entiende por fricandeau es una preparación de charcutería a base de albóndigas de carne de cerdo rodeadas por una mantilla,  mientras que el fricandeau "clásico" más conocido en Francia sí se hace también con carne de ternera, pero es una pieza grande que se cuece entera, mechado con panceta y que se sirve caliente o fría, como un roti de cerdo.
Al contrario que otros platos tradicionales clásicos,  su origen no es campesino sino propio de la cocina urbana. El origen de la receta seguramente es medieval, al menos para su parecido con la ternera con sosengua, lo que explica, por ejemplo, que en principio el sofrito se haga sin tomate, aunque actualmente hay gente que pone un poco; y el hecho de ser a base de una carne como la ternera, no muy habitual en la cocina catalana. La receta de fricandó, tal como la conocemos ahora, aparece por primera vez por escrito en un recetario de comienzos del siglo XVIII, "Avisos y instrucciones para el principiante cocinero", del padre José Orri. A partir de este momento, la receta aparece en todos los manuales de cocina catalana, con pequeñas variaciones personales pero con los comunes denominadores de la carne de ternera cortada fina y enharinada, el sofrito -que sí varía un poco de una receta a otra-, las setas y la picada. En algunas recetas el vino blanco se sustituye por un poco de vino rancio.
En el español medio también fue conocido como fricandón y era un común plato que se servía en la Corte Real de Madrid durante el siglo XVIII. En El Cocinero Mexicano, un importante libro de cocina mexicana de 1831, se menciona el fricandó como un guiso de ternera mechada; en la reedición de 1846 aparece también un fricandó de salmón.

## Variantes

### Fricandó catalán
Es un plato tradicional de la cocina catalana que se elabora a base de filetes finos de carne de ternera y que casi siempre contiene setas entre sus ingredientes (típicamente perrochicos o moixernons, pero pueden ser senderuelas, cepas, setas, níscalos u otros). Junto con el estofado de ternera es uno de los pocos platos de la cocina tradicional clásica catalana que se preparan con carne de buey o ternera.  Ambos son platos que se suelen cocinar el día anterior a su consumición y que se pueden recalentar cuando convenga.

### Fricandó cubano
Parece que en los siglos XIX y XX la relación gastronómica entre Cuba y Cataluña fue muy importante, por ejemplo, el catalán Joan Cabrisas escribió el primer libro de cocina cubana  que existe ya algunas familias cubanas existe la tradición preparar fricandó, así como ole-ole (all-i-oli) y escudilla (escudella). 
En Cuba también es llamado fricasé.

### Fricandor zamorano
En la gastronomía de la provincia de Zamora, particularmente en la del área de Toro y Abezames, se encuentra el fricandor, también llamado fricor o fritor, que es una especie de pisto con bacalao o carne guisada. Típicamente se consume en el almuerzo en la viña, durante la temporada de vendimia.

### Fricandeau suizo
En Suiza hay un plato hecho con escalopes de buey y champiñones llamado fricandeaux. Este mismo plato en Francia se denomina paupiette.